# 1105 Fragaria

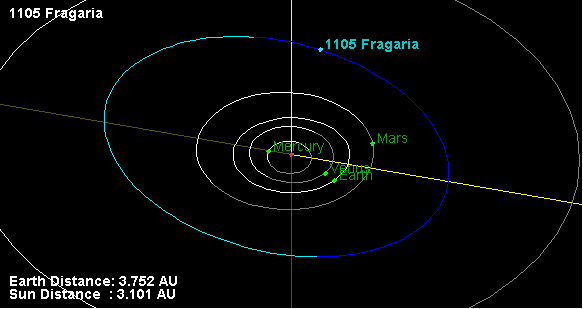
An image depicting the Quỹ đạo của the asteroid.

1105 Fragaria (1929 AB) là thiên thạch vành đai chính được phát hiện ngày 1 tháng 1 năm 1929, bởi Karl Wilhelm Reinmuth tại Heidelberg, Đức.